# Каррье-Беллёз, Пьер
Пьер Жерар Каррье-Беллёз (фр. Pierre-Gérard Carrier-Belleuse; 28 января 1851, улица Сен-Себастьян, бывший 8-й округ Парижа — 31 декабря 1932, улица Пиччини, XVI округ Парижа) — французский живописец.

## Биография
Сын и ученик скульптора Альбера-Эрнста Каррье-Беллёза, брат художника Луи-Робера Каррье-Беллёза (1848—1913). Первые уроки живописи получил у отца. Позже учился в парижской Школе изящных искусств у Александра Кабанеля.
Дебютировал в Парижском салоне в 1875 году, в 1877 году получил награду за свою работу, а в 1899 году был награждён серебряной медалью на Всемирной выставке. Член Национального общества изобразительных искусств с 1893 г. В 1895 году был избран президентом Международного общества живописи и скульптуры.
В своей работе использовал масляную технику, но чаще всего отдавал предпочтение пастели. Писал картины на театральные и балетные сюжеты, портреты и обнажённую натуру. Автор жанровых полотен, пейзажист, иллюстрировал газету «Le Figaro».
Участвовал в создании трёх панорам: Панорамы Богоматери Лурдской, панорамы Жанны д’Арк и Военного пантеона (1914—1916).
Похоронен на кладбище в Сюрене.

## Избранные работы

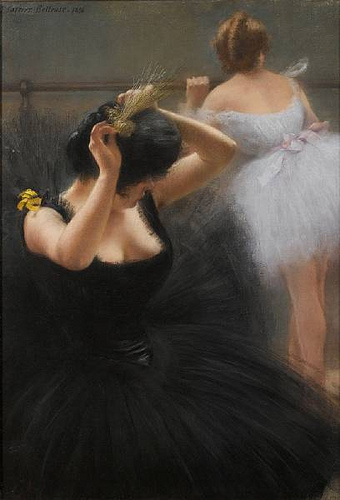
'Подготовка к балету (около 1900)
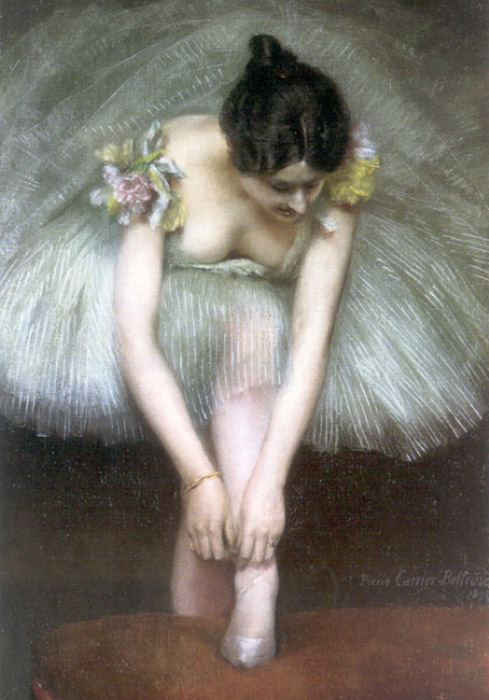
Перед балетом (1896)
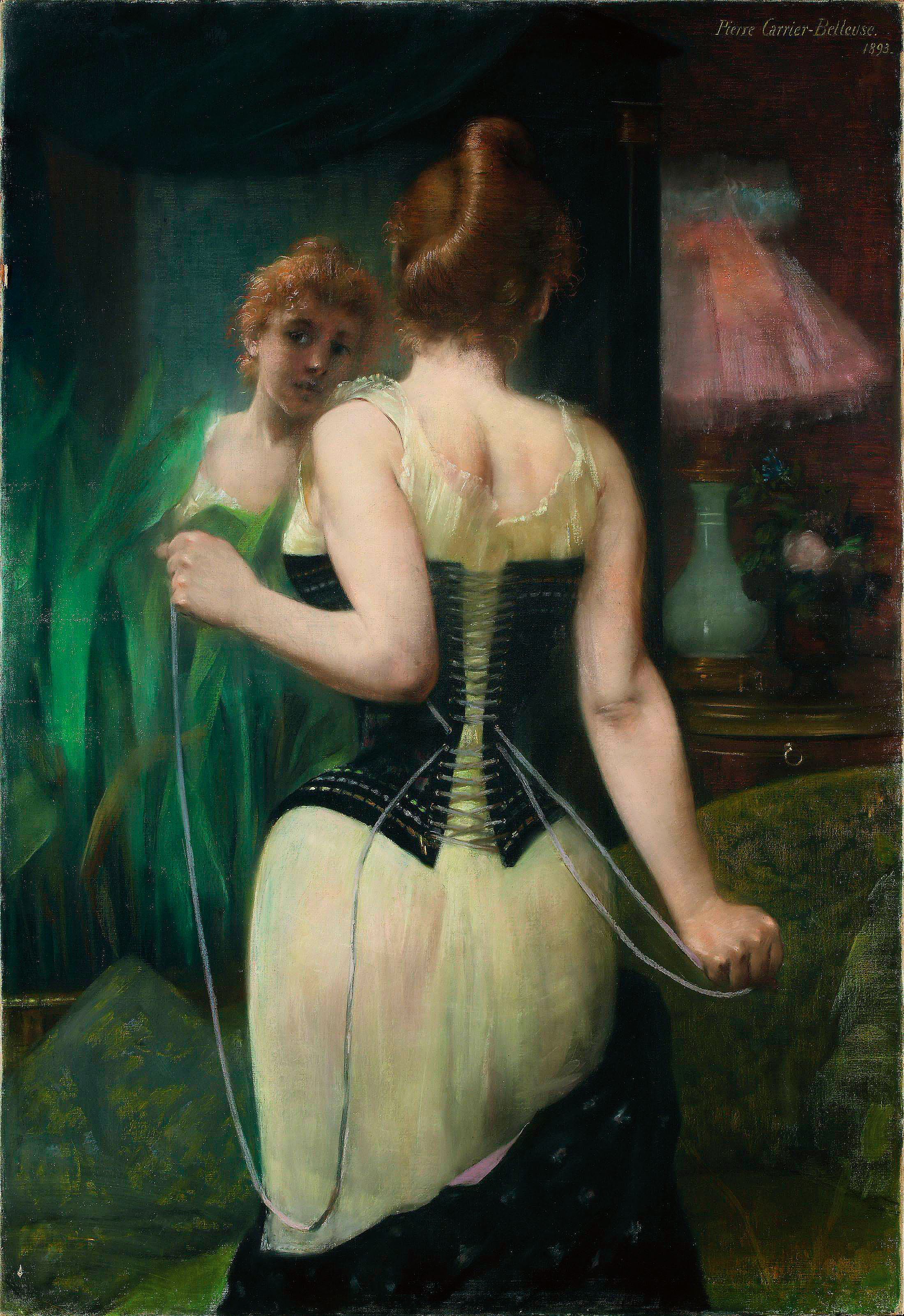
Молодая мадмуазель поправляет корсет (1893)
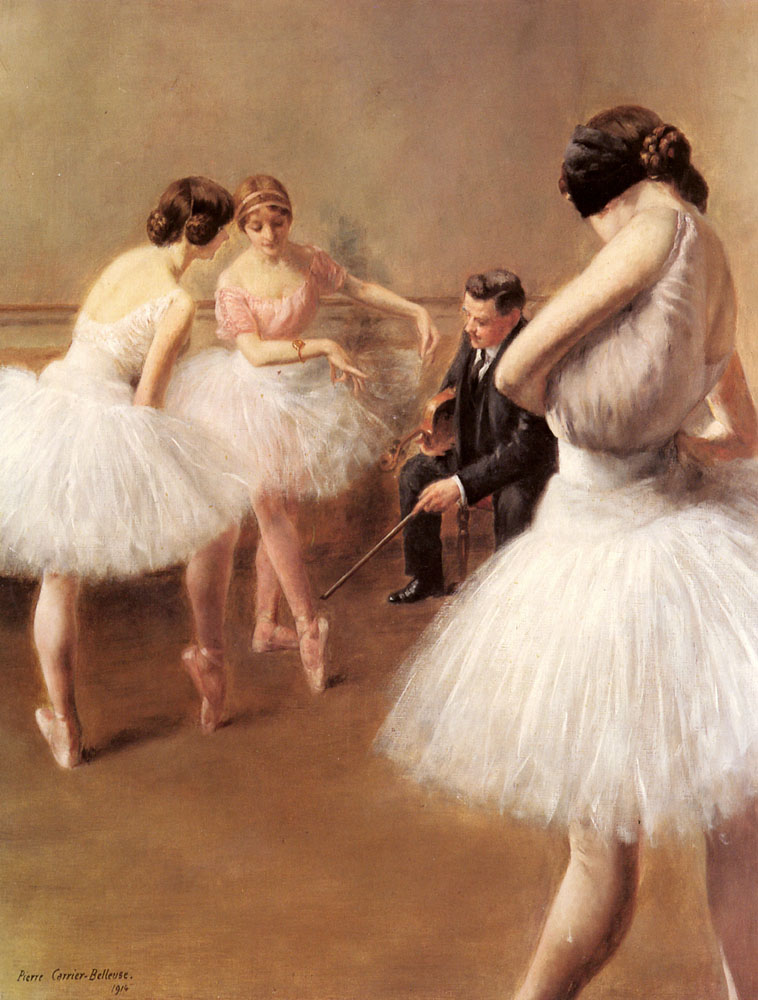
Первая позиция (1900)
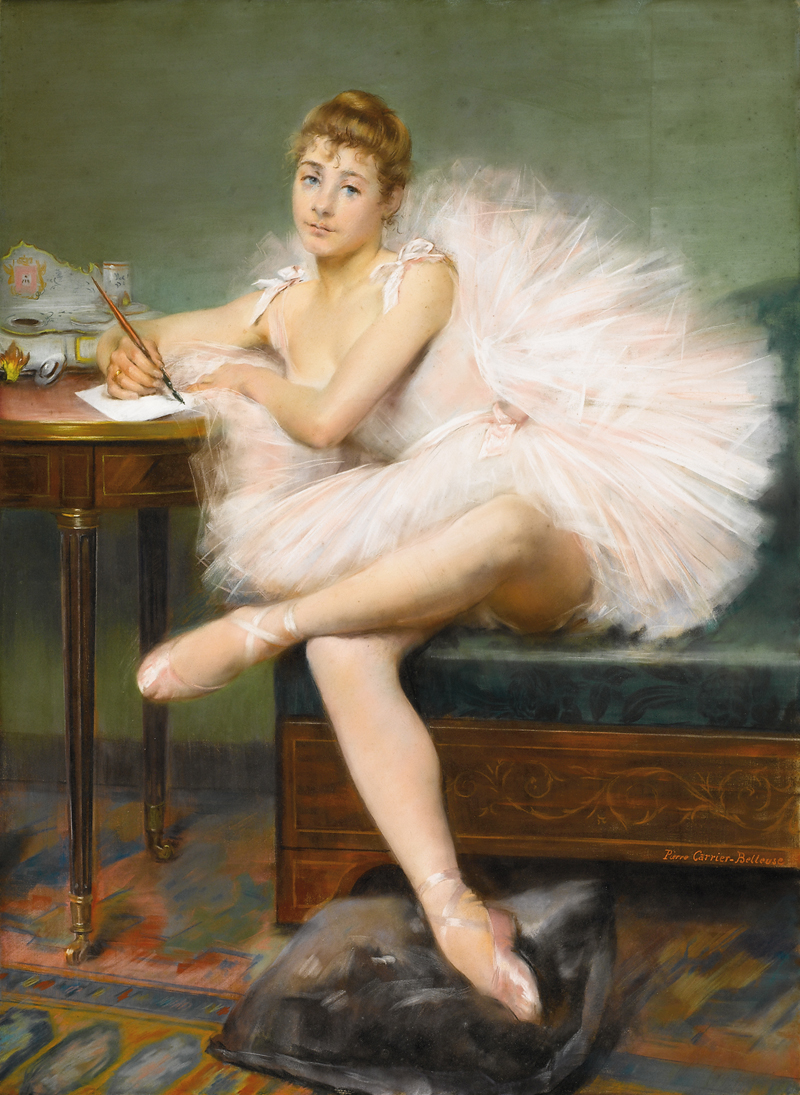
Балерина (ок. 1900)
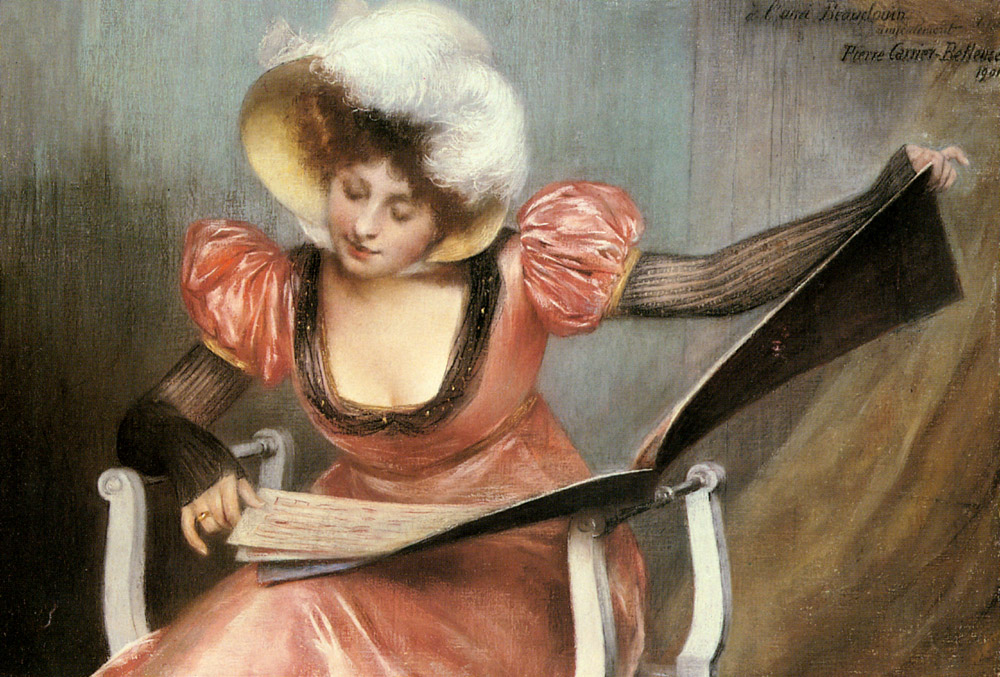
В музыкальном салоне (1901)
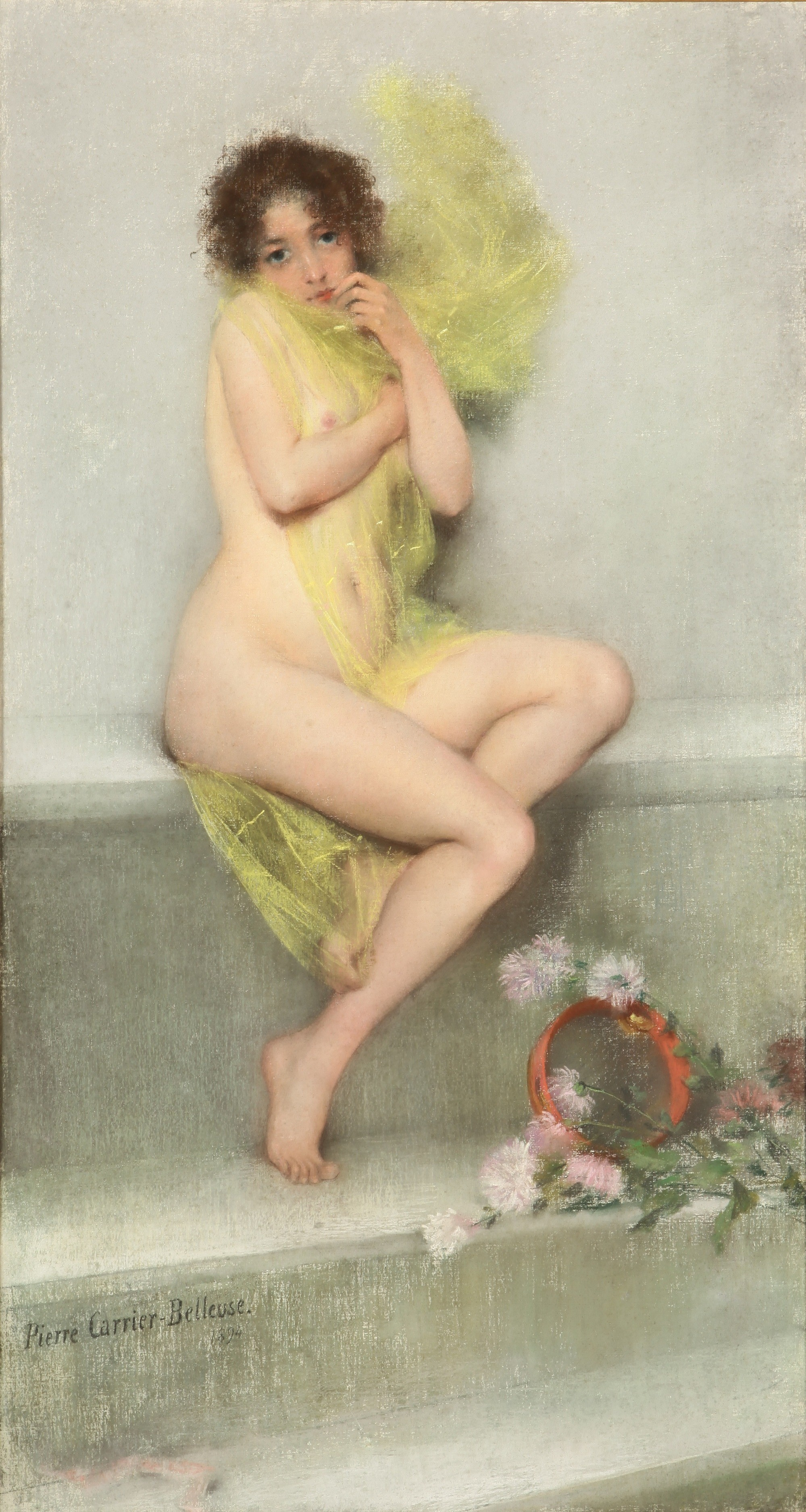
La frileuse (1894)